# Rybolov na dlouhou lovnou šňůru

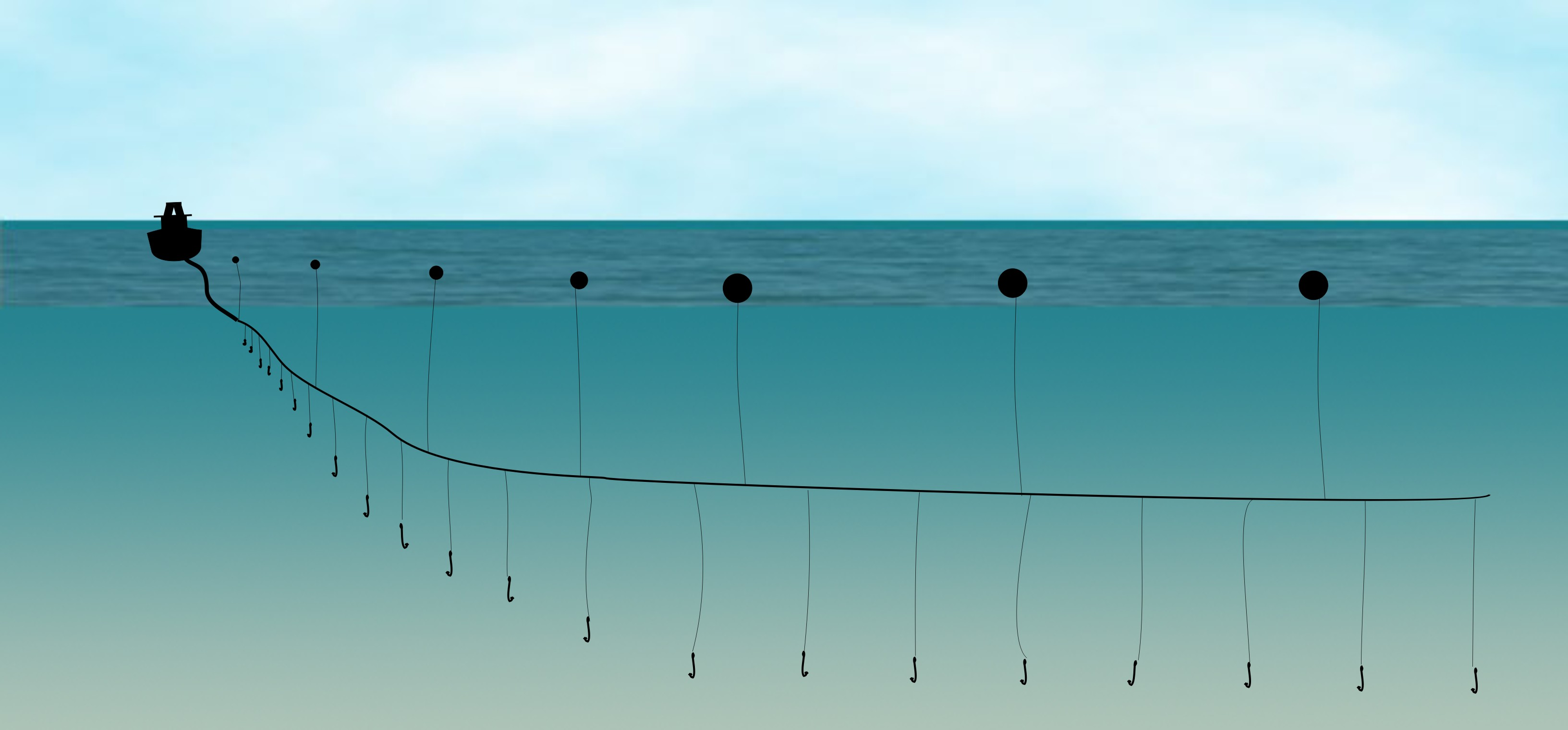
Princip rybolovu na dlouhou lovnou šňůru

Rybolov na dlouhou lovnou šňůru představuje způsob chytání ryb v komerčním rybolovu.

## Princip lovu
Princip rybolovu na dlouhou lovnou šňůru spočívá v tom, že rybářská loď za sebou táhne dlouhou lovnou šňůru (zvaná hlavní šňůra), na které jsou ve zvolených rozestupech umístěny návazce s rybářskými háčky s návnadou. Hloubka rybolovu se může kontrolovat pomocí pravidelně rozmístěných plováků a délkou návazce.
Hlavní šňůra může měřit až 100 kilometrů a může mít až 10 tisíc háčků. Každých 12–24 hodin je navinuta zpět na rybářskou loď, chycené ryby jsou zpracovány a poté je šňůra vržena zpět do moře. Loví se takto např. tuňáci, makrely nebo mečouni.
Mezi lety 1950–2000 představovaly úlovky z dlouhých šňůr cirka 10 % celosvětově ulovených ryb podle váhy.

## Vedlejší úlovky

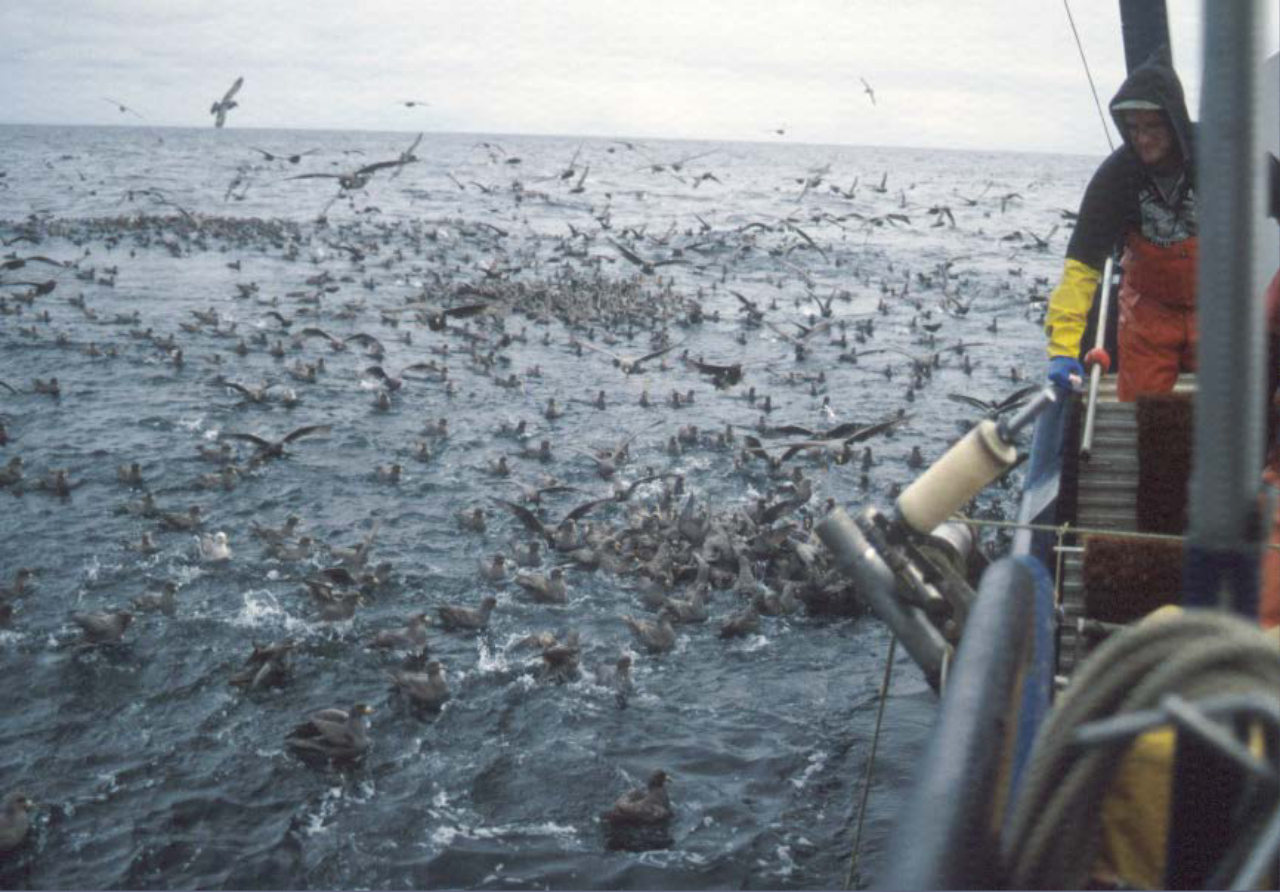
Mořští ptáci kolem rybářské lodi

Klíčový problém rybolovů na dlouhou lovnou šňůru představují vedlejší úlovky. Lovná šňůra je přehlížena mořskými ptáky jako jsou albatrosi či burňáci, kteří se pro svou kořist potápí. Při spolknutí zaháčkované ryby se tito ptáci sami zaháknou a buď zemřou vyčerpáním, jak jsou taženi za lodí, nebo se rovnou utopí. Vedle mořských ptáků tento typ lovu ohrožuje i ostatní mořské živočichy jako jsou mořské želvy, delfíni, tučňáci, žraloci a další chráněné druhy, které nejsou cílem rybářů, avšak není možné je z rybolovu zcela vyřadit.
Existují techniky, jak snížit negativní dopad lovných šňůr na mořské ptáky na minimum, nicméně zabránění vedlejších úlovků ryb, želv a mořských savců je velmi složité.

### Ptáci

Princip použití šňůr se stuhami (v oranžové barvě)

K prevenci nechtěných vedlejších úlovků mořských ptáků dochází pomocí šňůr se stuhami (též „lana tori“, anglicky tori lines; tori v japonštině znamená „pták“). K největší úmrtnosti ptáků totiž dochází v blízkosti lodí, když se lovné šňůry se zaháčkovanými úlovky navíjí zpět. Ptáci jsou navíc přitahováni vedlejšími úlovky (např. nechtěné druhy ryb) vrženými zpět do moře. Často se jedná o zraněné, polomrtvé či mrtvé živočichy, které pro ptáky představují snadnou kořist. Zde hrozí velké nebezpečí, že se ptáci zamotají do lovné šňůry a návazců. Šňůry se stuhami sytých barev jsou vyrobeny z plastu či lanoví a mají zastrašovací funkci: jejich cílem je odradit ptáky od létání, plavání nebo potápění v blízkosti hlavní lovné šňůry. Stuhy visí na laně nataženém mezi lodí (vrchní částí mechanického navijáku) a plovákem taženým za lodí. Tím se dostanou ještě nad samotnou hlavní šňůru s návazci. I když tento systém neodstraňuje problém v jeho plné šíři, omezuje ztráty mořských ptáků na minimum. Šňůry se stuhami se nicméně zdaleka neuplatňují u všech rybářských lodí.

### Savci

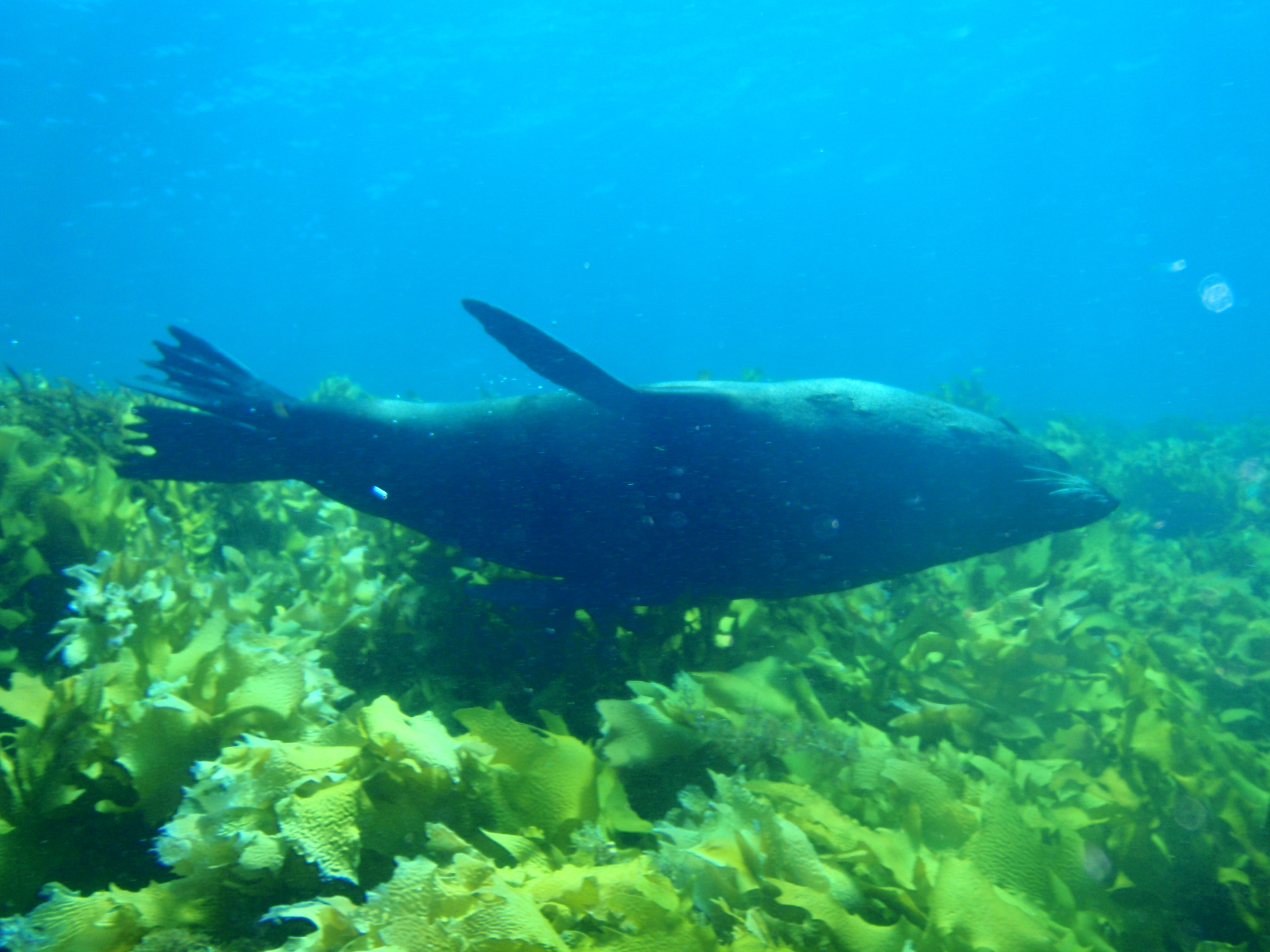
Lachtan Forsterův představuje jednoho z mnoha mořských savců ohrožených rybolovem na dlouhou lovnou šňůru

Lovné šňůry se dostávají i do kontaktu s mořskými savci jako jsou ploutvonožci a kytovci. Zejména menší zvířata jako lachtani se mohou snadno zachytit do háčků svým tělem a stejně jako u ptáků, i u nich dojde postupně k utopení. Ochranná opatření na minimalizaci úmrtí mořských savců by se dala rozdělit do následujících čtyř skupin:
- Prostorová – určitá lovná oblast se úplně uzavře pro rybolov v určitém čase (v úvahu přichází i např. zákaz specifického lovného zařízení na určitém území, omezení rybolovu v určitou roční dobu apod.)
- Akustická – zastrašování a odrazování savců pomocí akustických signálů (málo účinná metoda)
- Fyzická – úpravy rybářského náčiní (např. použití háčků s menší pevností v ohybu, takže když se háček zahákne za mořského savce, který je typicky mnohem větší a silnější než lovné ryby, háček se narovná a utrhne)
- Další – mezi další používané metody snížení negativních dopadů dlouhých lovných šňůr patří např. zvýšená rychlost lodi na úroveň, aby mořský savec nebyl schopen následovat zaháčkované ryby na lovné šňůře, nebo lov v době, kdy jsou mořští savci méně aktivní.